# 都南村
都南村（となんむら）は、岩手県の紫波郡にかつて所在していた村である。

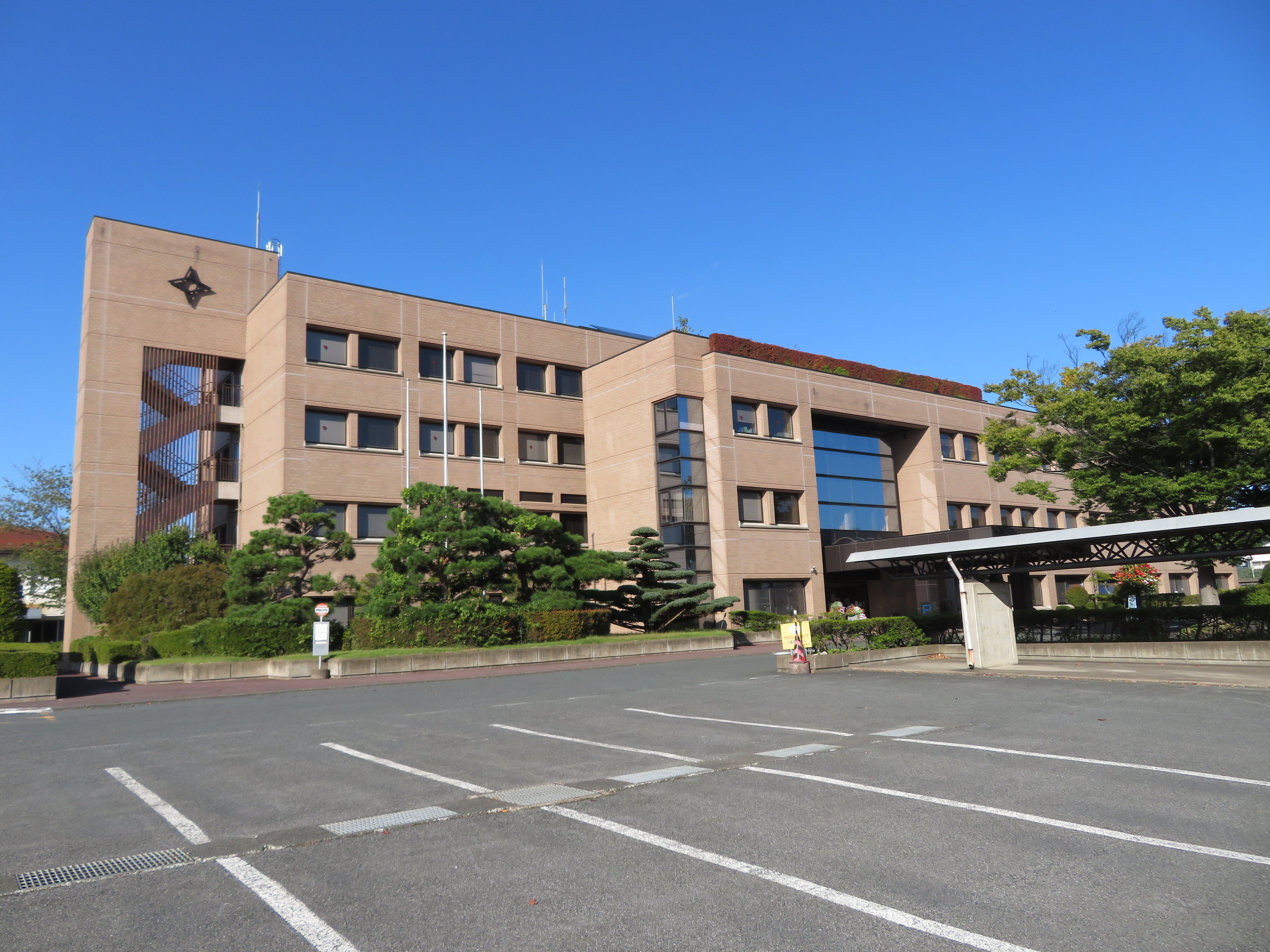
都南村役場（現:盛岡市役所都南総合支所）

1992年4月1日に盛岡市に編入合併し廃止された。

## 歴史

### 沿革
- 1955年4月1日 - 紫波郡に都南村を設置。
  - 紫波郡見前村、乙部村、飯岡村の3村による新設合併。
- 1992年4月1日 - 盛岡市に編入される。

## 行政
- 都南村役場（現在は盛岡市役所都南総合支所）
  - 紫波郡都南村大字津志田第一四地割37-2（現在；盛岡市津志田第一四地割37-2）

## 村長
- 最後の村長：藤村正雄（ふじむら まさお：1981年（昭和56年）2月27日就任）

### 歴代村長
| 代 | 氏名       | 就任                       | 退任                       | 備考 |
| -- | ---------- | -------------------------- | -------------------------- | ---- |
| 1  | 吉田敬一   | 1955年（昭和30年）5月7日   | 1957年（昭和32年）11月22日 |      |
| 2  | 田山徳三郎 | 1957年（昭和32年）11月23日 | 1961年（昭和36年）11月22日 |      |
| 3  | 吉田敬一   | 1961年（昭和36年）11月23日 | 1965年（昭和40年）11月22日 | 再任 |
| 4  | 藤澤與三郎 | 1965年（昭和40年）11月23日 | 1977年（昭和52年）2月26日  |      |
| 5  | 藤澤弥重治 | 1977年（昭和52年）2月27日  | 1981年（昭和56年）2月26日  |      |
| 6  | 藤村正雄   | 1981年（昭和56年）2月27日  | 1992年（平成4年）3月31日   |      |

## 交通

### 鉄道路線
- 日本国有鉄道（国鉄）→東日本旅客鉄道（JR東日本）
  - 東北本線：岩手飯岡駅

### バス
- 岩手県交通
- 岩手県北バス

## 盛岡市との合併
当村内には、盛岡市中央卸売市場や盛岡赤十字病院、岩手県立盛岡工業高等学校などをはじめ、「盛岡」の地名を冠した公共施設の立地も多かった。これに象徴されるように、従前から、当村と盛岡市とは一体となった生活圏に属してきており、合併の目的も、両者の間に分散している都市機能を集積するところにあった。地元の商工会議所などの経済界が積極的に合併を支援したことも、円滑な合併に資した。
旧都南村役場は、合併後は市役所の「総合支所」となり、従前の場所に存置。当初は住民生活と関連の深い部門（道路管理など）が残されたものの、これらの機能は現在残されておらず、支所の機能はほぼ窓口機能のみに限定されている（ただし、盛岡市教育委員会事務局は当総合支所内に入居）。
合併後の「新市建設計画」で、盛岡市は旧都南村地区へ重点的な公共投資を実施。土地区画整理事業や下水道整備事業が大きく進展したほか、慢性的な水不足問題を抱えていた固有の問題も、大規模なダムを擁する盛岡市との合併によって解消された。
ただ、旧都南村域に重点的な投資が行われていることに、旧来の盛岡市域の住民からは不満の声が寄せられることがある。

## 所轄警察署
合併後も統合されない行政上の区画として、警察署の管轄があった。
旧盛岡市域と旧玉山村域は、盛岡東、盛岡西両署が管轄しているところ、旧都南村域については、かつて紫波郡に属していた時代から合併後も、紫波警察署が管轄していたが、2016年4月1日付けで盛岡東警察署に管轄が移管された。
また都南村は、同じく盛岡市に隣接していた旧滝沢村同様、自動車の登録に際して車庫証明が必要な村であった。